# 吉内芙拉·塔代乌奇
吉内芙拉·塔代乌奇（義大利語：Ginevra Taddeucci，1997年5月3日—），意大利女子游泳运动员，2024年欧洲游泳锦标赛女子5公里公开水域游泳和混合团体接力公开水域游泳银牌得主、2024年夏季奥林匹克运动会女子10公里马拉松游泳铜牌得主。